# 인터어번

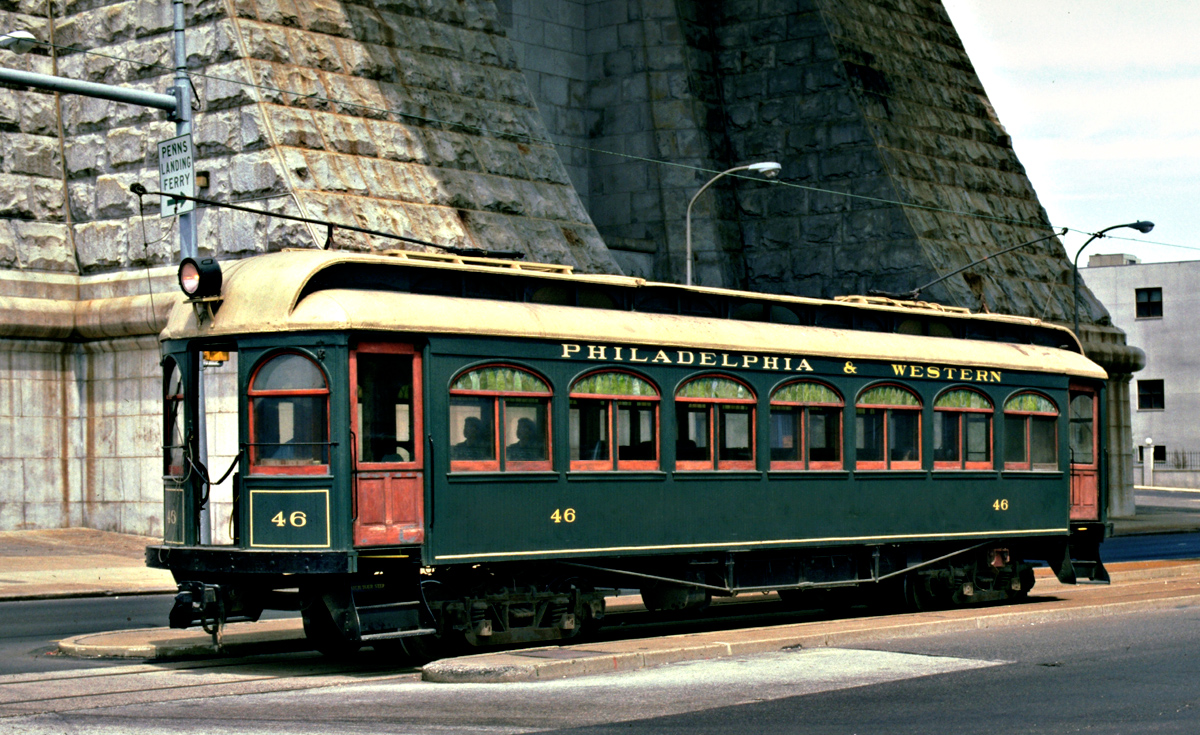
도시 간 사업에서 오랫동안 살아남은 필라델피아 앤드 웨스턴 철도(Philadelphia & Western Railroad)의 인터어번 차량

인터어번(interurban, 캐나다 용어: radial railway)는 전기 철도의 일종으로, 트램과 같은 전기 자체 추진 철도 차량이 도시나 마을 내부와 마을 사이를 운행한다. "인터어번"이라는 용어는 일반적으로 북아메리카 지역에서 사용되며 다른 지역에서는 다른 용어도 사용된다. 이는 제2차 세계 대전 이전 세계 여러 지역에서 매우 널리 퍼져 있었고 주로 도시와 주변 교외 및 농촌 지역 간 승객 여행에 사용되었다. 인터어번이라는 용어는 회사, 인프라, 철로를 달리는 자동차 및 서비스를 포괄한다. 1900년대 초 미국에서는 인터어번형 도로가 대부분 비포장이었고, 운송과 운반이 말이 끄는 마차와 수레로 이루어졌던 시절, 인터어번은 귀중한 경제 제도였다.
인터어번은 특히 겨울 날씨에 도시와 시골 간 안정적인 교통 수단을 제공했다. 1915년 미국에서는 24,900km에 달하는 인터어번형 철도가 운영되고 있었고, 몇 년 동안 수많은 자동차 및 장비 제조업체를 포함한 인터어번형 철도는 미국에서 다섯 번째로 큰 산업이었다. 그러나 자동차에 대한 선호로 인해 1930년에는 북미 지역 대부분의 인터어번 운행이 중단되었다. 몇몇은 1950년대까지 살아남았다.
미국 이외의 다른 국가에서는 오늘날까지 살아남은 대규모 고속 전기 트램웨이 네트워크를 구축했다. 주목할만한 시스템은 란드스타트(Randstad), 어퍼 실레지아(Upper Silesia), 도쿄 광역 지역 및 게이한신과 같은 대규모 대도시 주변에 인구가 밀집되어 있는 저지대, 폴란드 및 일본에 존재한다. 특히 스위스는 산간 협궤 인터어번 노선의 대규모 네트워크를 보유하고 있다.
게다가 21세기 초부터 특히 프랑스와 독일은 물론 세계 곳곳에서 많은 트램트레인 노선이 건설되고 있다. 이들은 도시에서는 트램처럼 거리를 달리며, 기존 철도 노선을 공유하거나 철도 회사가 포기한 노선을 사용하므로 인터어번 노선으로 간주할 수 있다.

## 같이 보기
- 지하철
- 라이트 레일
- 트램트레인